# Corte d'appello dell'Aquila

Territorio del distretto di corte d'appello dell'Aquila

Il distretto della Corte d'appello dell'Aquila è formato dai circondari dei Tribunali ordinari di Avezzano, Chieti, L'Aquila, Lanciano, Pescara, Sulmona, Teramo e Vasto.
Costituisce l'unica Corte d'appello nel territorio della regione Abruzzo.

## Competenza territoriale civile e penale degli uffici del distretto
La soppressione dei Tribunali di Avezzano, Lanciano, Sulmona e Vasto e delle sezioni distaccate di Ortona e Atessa è stata differita per i danni alle strutture giudiziarie determinati a cominciare dal terremoto dell'Aquila del 2009.
La competenza vale per tutto il territorio regionale, escluso il comune di Valle Castellana in Provincia di Teramo, sito sotto la giurisdizione del Tribunale di Ascoli Piceno e Corte d'appello di Ancona.

## Tribunale di Avezzano

### Giudice di pace di Avezzano
Aielli, Avezzano, Balsorano, Canistro, Capistrello, Cappadocia, Carsoli, Castellafiume, Celano, Cerchio, Civita d'Antino, Civitella Roveto, Magliano de' Marsi, Massa d'Albe, Morino, Oricola, Ovindoli, Pereto, Rocca di Botte, San Vincenzo Valle Roveto, Sante Marie, Scurcola Marsicana, Tagliacozzo

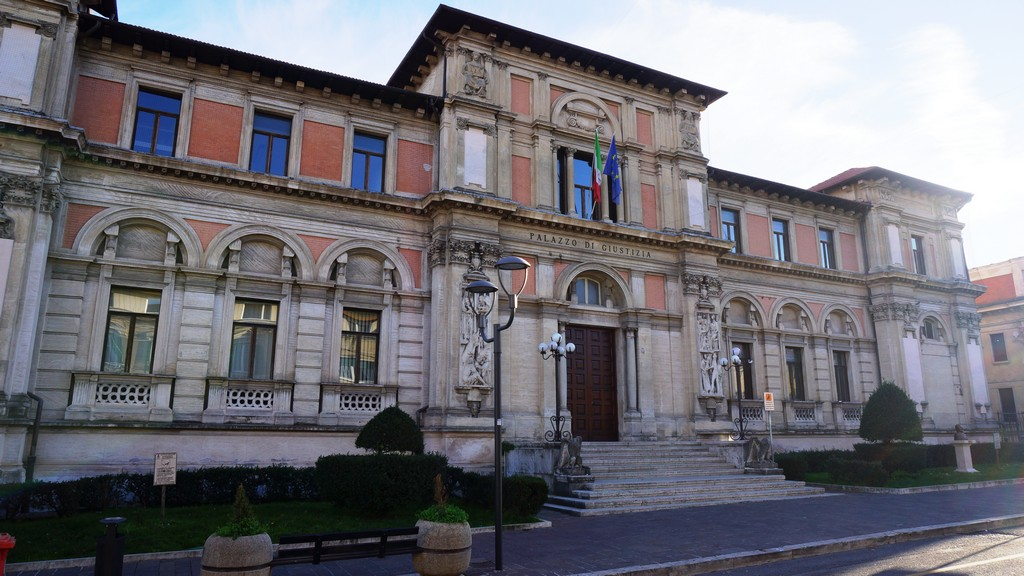
Palazzo di giustizia di Avezzano (AQ)

### Giudice di pace di Pescina
Bisegna, Cocullo, Collarmele, Collelongo, Gioia dei Marsi, Lecce nei Marsi, Luco dei Marsi, Ortona dei Marsi, Ortucchio, Pescina, San Benedetto dei Marsi, Trasacco, Villavallelonga

## Tribunale di Chieti
- Tribunale, sede centrale: Bucchianico, Casacanditella, Casalincontrada, Chieti, Civitella Messer Raimondo, Fara Filiorum Petri, Fara San Martino, Guardiagrele,  Lama dei Peligni, Lettopalena, Palena, Pennapiedimonte, Pretoro, Rapino, Ripa Teatina, Roccamontepiano, San Giovanni Teatino, San Martino sulla Marrucina, Taranta Peligna, Torrevecchia Teatina, Villamagna
- Tribunale, sezione distaccata di Ortona: Ari, Arielli, Canosa Sannita, Crecchio, Filetto, Francavilla al Mare, Giuliano Teatino, Miglianico, Orsogna, Ortona, Poggiofiorito, Tollo, Vacri

### Giudice di pace di Chieti
Ari, Arielli, Bucchianico, Canosa Sannita, Casalincontrada, Chieti, Civitella Messer Raimondo, Crecchio, Fara Filiorum Petri, Fara San Martino, Francavilla al Mare, Giuliano Teatino, Lama dei Peligni, Lettopalena, Miglianico, Ortona, Palena, Poggiofiorito, Ripa Teatina, Roccamontepiano, San Giovanni Teatino, Taranta Peligna, Tollo, Torrevecchia Teatina, Vacri, Villamagna

### Giudice di pace di Guardiagrele[3]
Casacanditella, Filetto, Guardiagrele, Orsogna, Pennapiedimonte, Pretoro, Rapino, San Martino sulla Marrucina

## Tribunale dell'Aquila

### Giudice di pace dell'Aquila
Barete, Barisciano, Cagnano Amiterno, Calascio, Campotosto, Capestrano, Capitignano, Caporciano, Carapelle Calvisio, Castel del Monte, Castelvecchio Calvisio, Collepietro, Fagnano Alto, Fontecchio, Fossa, L'Aquila, Lucoli, Montereale, Navelli, Ocre, Ofena, Pizzoli, Poggio Picenze, Prata d'Ansidonia, Rocca di Cambio, Rocca di Mezzo, San Benedetto in Perillis, San Demetrio ne' Vestini, San Pio delle Camere, Sant'Eusanio Forconese, Santo Stefano di Sessanio, Scoppito, Tione degli Abruzzi, Tornimparte, Villa Santa Lucia degli Abruzzi, Villa Sant'Angelo

## Tribunale di Lanciano

### Giudice di pace di Lanciano
Altino, Archi, Atessa, Bomba, Borrello, Casalanguida, Casoli, Castel Frentano, Civitaluparella, Colledimacine, Colledimezzo, Fallo, Fossacesia, Frisa, Gamberale, Gessopalena, Lanciano, Montazzoli, Montebello sul Sangro, Monteferrante, Montelapiano, Montenerodomo, Mozzagrogna, Paglieta, Palombaro, Pennadomo, Perano, Pietraferrazzana, Pizzoferrato, Quadri, Rocca San Giovanni, Roccascalegna, Roio del Sangro, Rosello, San Vito Chietino, Santa Maria Imbaro, Sant'Eusanio del Sangro, Tornareccio, Torricella Peligna, Treglio, Villa Santa Maria

## Tribunale di Pescara

### Giudice di pace di Penne
Collecorvino, Farindola, Loreto Aprutino, Montebello di Bertona, Penne, Picciano, Villa Celiera

### Giudice di pace di Pescara
Abbateggio, Alanno, Bolognano, Brittoli, Bussi sul Tirino, Cappelle sul Tavo, Caramanico Terme, Carpineto della Nora, Castiglione a Casauria, Catignano, Cepagatti, Città Sant'Angelo, Civitaquana, Civitella Casanova, Corvara, Cugnoli, Elice, Lettomanoppello, Manoppello, Montesilvano, Moscufo, Nocciano, Pescara, Pescosansonesco, Pianella, Pietranico, Popoli Terme, Roccamorice, Rosciano, Salle, San Valentino in Abruzzo Citeriore, Sant'Eufemia a Maiella, Scafa, Serramonacesca, Spoltore, Tocco da Casauria, Torre de' Passeri, Turrivalignani, Vicoli

## Tribunale di Sulmona

### Giudice di pace di Castel di Sangro[4]
Alfedena, Ateleta, Barrea, Castel di Sangro, Civitella Alfedena, Opi, Pescasseroli, Pescocostanzo, Rivisondoli, Roccaraso, Scontrone, Villetta Barrea

### Giudice di pace di Sulmona
Acciano, Anversa degli Abruzzi, Bugnara, Campo di Giove, Cansano, Castel di Ieri, Castelvecchio Subequo, Corfinio, Gagliano Aterno, Goriano Sicoli, Introdacqua, Molina Aterno, Pacentro, Pettorano sul Gizio, Pratola Peligna, Prezza, Raiano, Rocca Pia, Roccacasale, Scanno, Secinaro, Sulmona, Villalago, Vittorito

## Tribunale di Teramo

### Giudice di pace di Atri
Arsita, Atri, Basciano, Bisenti, Castel Castagna, Castiglione Messer Raimondo, Castilenti, Cellino Attanasio, Cermignano, Montefino, Penna Sant'Andrea, Pineto, Silvi

### Giudice di pace di Teramo
Alba Adriatica, Ancarano, Bellante, Campli, Canzano, Castellalto, Castelli, Civitella del Tronto, Colledara, Colonnella, Controguerra, Corropoli, Cortino, Crognaleto, Fano Adriano, Giulianova, Isola del Gran Sasso d'Italia, Martinsicuro, Montorio al Vomano, Morro d'Oro, Mosciano Sant'Angelo, Nereto, Notaresco, Pietracamela, Rocca Santa Maria, Roseto degli Abruzzi, Sant'Egidio alla Vibrata, Sant'Omero, Teramo, Torano Nuovo, Torricella Sicura, Tortoreto, Tossicia

## Tribunale di Vasto

### Giudice di pace di Gissi
Carpineto Sinello, Carunchio, Furci, Gissi, Guilmi, Liscia, Roccaspinalveti, San Buono

### Giudice di pace di Vasto
Casalbordino, Castelguidone, Castiglione Messer Marino, Celenza sul Trigno, Cupello, Dogliola, Fraine, Fresagrandinaria, Lentella, Monteodorisio, Palmoli, Pollutri, San Giovanni Lipioni, San Salvo, Scerni, Schiavi di Abruzzo, Torino di Sangro, Torrebruna, Tufillo, Vasto, Villalfonsina

## Altri organi giurisdizionali competenti per i comuni del distretto

### Sezioni specializzate
- Corti d’assise di Chieti, L'Aquila, Lanciano e Teramo
- Corte d'assise d'appello dell'Aquila
- Sezioni specializzate in materia di impresa presso il Tribunale e la Corte d'appello dell'Aquila
- Tribunale regionale delle acque pubbliche di Roma
- Sezione specializzata in materia di immigrazione, protezione internazionale e libera circolazione dei cittadini dell'Unione europea presso il Tribunale dell'Aquila

### Giustizia minorile
- Tribunale per i minorenni dell'Aquila
- Corte d'appello dell'Aquila, sezione per i minorenni

### Sorveglianza
- Ufficio di sorveglianza: L'Aquila e Pescara
- Tribunale di sorveglianza dell'Aquila

### Giustizia tributaria
- Commissione tributaria provinciale (CTP): Chieti, L'Aquila, Pescara e Teramo
- Commissione tributaria regionale (CTR) Abruzzo: sede dell'Aquila e sezione staccata di Pescara

### Giustizia militare
- Tribunale militare di Roma
- Corte d’appello militare di Roma

### Giustizia contabile
- Corte dei Conti: Sezione Giurisdizionale, Sezione regionale di controllo, Procura regionale presso la sezione giurisdizionale (L'Aquila)[5]

### Giustizia amministrativa
- Tribunale amministrativo regionale per l'Abruzzo (L'Aquila)[6] e Sezione staccata di Pescara[7]

### Usi civici
- Commissariato per la liquidazione degli usi civici degli Abruzzi, con sede all'Aquila